# Альфред Ліхтенштейнський
Альфред Алоїз Едуард, принц Ліхтенштейнський (нім. Alfred Aloys Eduard, Prinz von und zu Liechtenstein, 11 червня 1842 —  8 жовтня 1907) — принц  Ліхтенштейнський, син принца Франца де Паули Ліхтенштейнського та польської графині Юлії Потоцької, австрійський політик.

## Біографія
Альфред народився 11 червня 1842 року у Празі. Він став первістком в родині ліхтенштейнського принца Франца де Паули та його дружини Юлії Потоцької, народившись за рік після їхнього весілля. Невдовзі у нього з'явилися молодші брати Алоїз та Генріх і сестра Жозефіна, яка прожила лише десять років.
Батько був австрійським військовим, брав активну участь у діях 1848 року в Італії та придушенні угорського повстання у 1849, за що й отримав Військовий орден Марії Терезії.
Сам Альфред навчався в школі права. Після закінчення, з 1864 до 1866, служив у австрійській армії, де отримав чин майора.
У віці 22 років пошлюбив свою кузину Генрієтту. Весілля відбулося 26 квітня 1865 у Відні. В сім'ї з'явилося десятеро дітей:
Як політик, вперше проявив себе у Граці, ставши лідером консервативного та антиліберального комітету. До 1899 — був депутатом ландтагу Штирійського герцогства. У 1879 отримав мандат від округу Радкерсбург-Фельдбах і увійшов до палати представників у райхсраті Цислейтанії. Сприяв створенню церковнопарафіяльних шкіл.
1881, разом з братом Алоїзом, заснував християнсько орієнтований ліхтейнштейнський клуб.
У 1887, коли помер його батько, Альфред став головою їхньої гілки династії і перебрав на себе відповідне спадкове місце у райхсраті. Він також узяв на себе керівництво клерикальним крилом консерваторів.
Останні роки життя провів у своїх маєтках у Штирії. 1903 був нагороджений Орденом Золотого руна. Помер 8 жовтня 1907 у віці 65 років.

## Родина
Дружина — Генрієтта Ліхтенштейнська
Діти:
- Франциска (1866—1939) — одружена не була, дітей не мала;
- Франц де Паула (1868—1929) — одружений не був, дітей не мав;
- Юлія ( 24 січня 1868) — померла зразу після народження;
- Алоїз (1869—1955) — спадкоємець ліхтенштейнського престолу, відмовився від трону на користь сина, був одружений із австрійською ерцгерцогинею Єлизаветою Амалією, мав восьмеро дітей;
- Марія Терезія (1871—1964) — одружена не була, дітей не мала;
- Йоганн (1873—1959) — був одружений із графинею Марією Габріелою Андраші, мав чотирьох синів;
- Альфред Роман (1875—1930) — тимчасовий прем'єр-міністр (Regierungschef) Ліхтенштейну у 1928,[4] був одружений із Терезією Марією Еттінген-Еттінген та Еттінген-Шпільберг, мав четверо дітей;
- Генріх (1877—1915) — загинув на Першій світовій у віці 38 років, не одружувався і дітей не мав;
- Карл Алоїз (1878—1955) — тимчасовий прем'єр-міністр (Landesverweser), фактично, адміністратор князівства Ліхтенштейн у 1918—1920 роках,[4] був одружений з Єлизаветою Ураською, мав четверо дітей;
- Георг Гартманн (1880—1931) — ченець у монастирі бенедиктинців у Празі.